# Duckworth Street
Duckworth Street is een straat in de Oost-Canadese stad St. John's. Het is tezamen met de parallel eraan lopende Water Street een van de twee belangrijkste straten in het historische centrum van Downtown St. John's.
In de straat bevinden zich heel wat restaurants, winkels en banken. Net als verschillende andere straten in het stadscentrum, heeft ook Duckworth Street veel kleurrijke gebouwen.
De achterzijde van het Nationaal Oorlogsmonument van Newfoundland ligt aan deze straat. Dit monument is een National Historic Site of Canada, net zoals het eveneens in Duckworth Street gelegen voormalig gebouw van de Bank of British North America. Een derde national historische site is het St. John's Court House, waarvan de achterkant in Duckworth Street ligt.

## Galerij

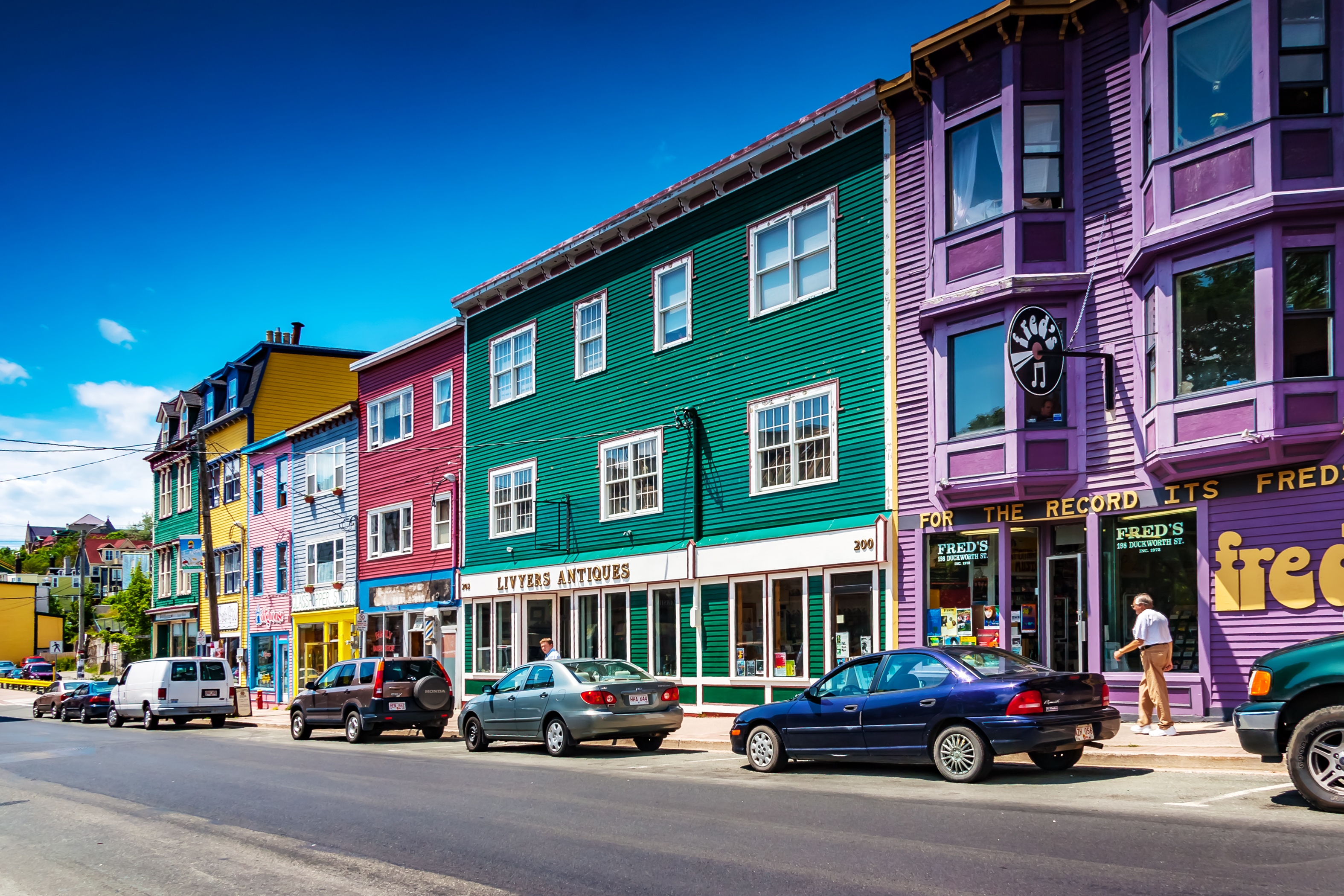
Kleurrijke handelspanden in de straat
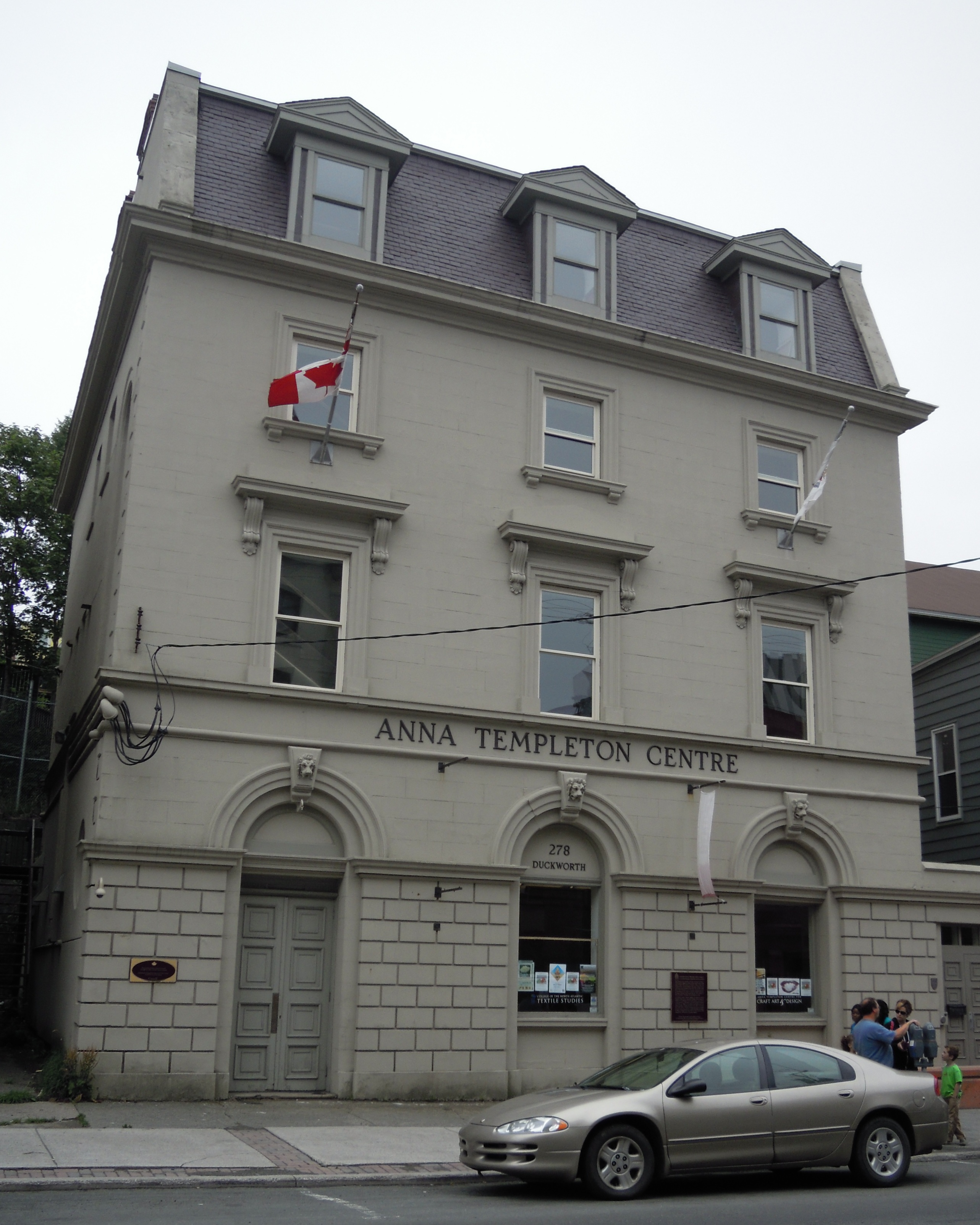
Het voormalig gebouw van de Bank of British North America
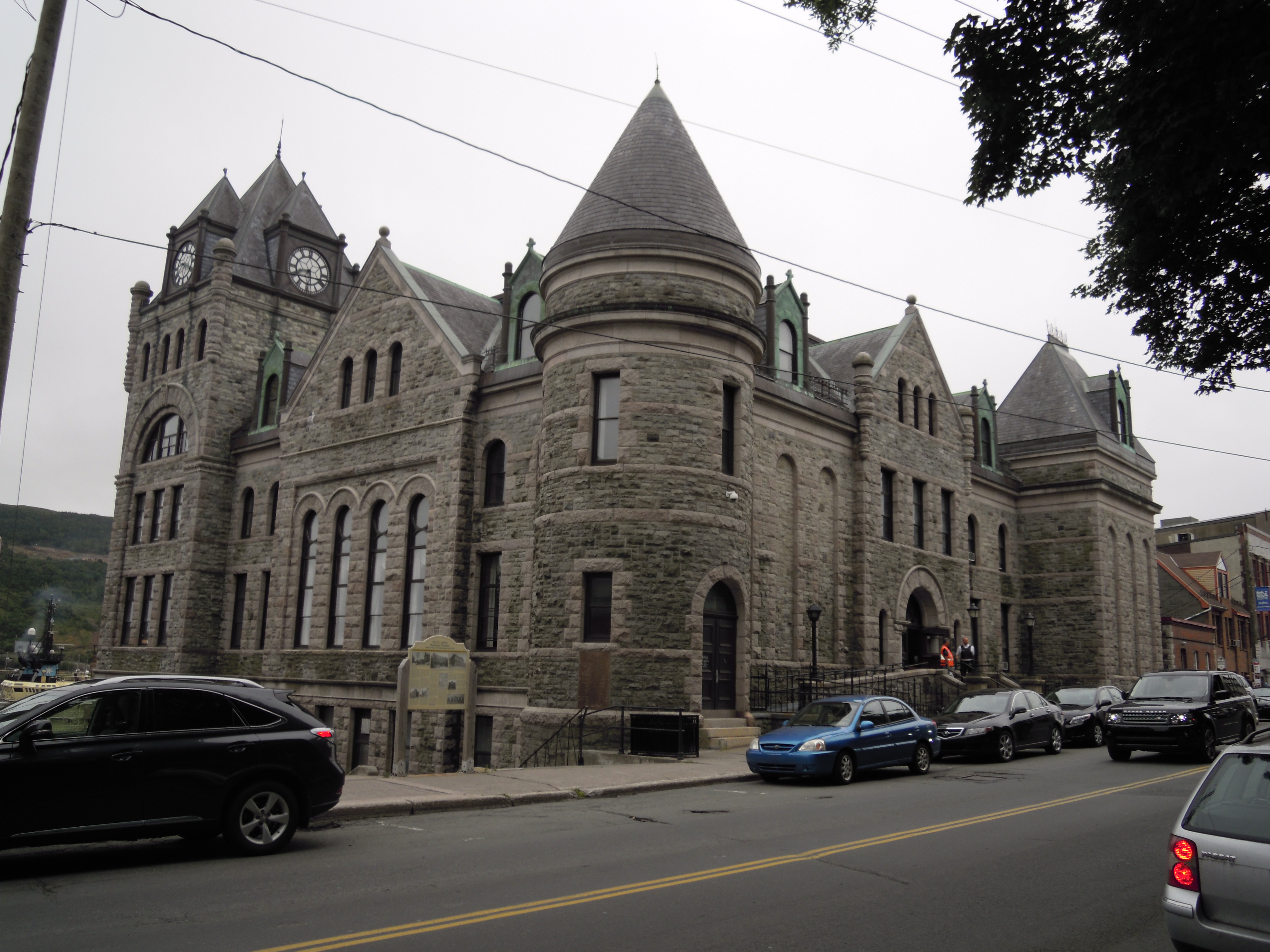
Achterkant van het St. John's Court House